# Dolacuain
Der Dolacuain ist ein Fluss in der osttimoresischen Gemeinde Manatuto. Außerhalb der Regenzeit trocknet der Fluss aus, so wie die meisten anderen Flüsse im Norden Timors.

## Verlauf
Der Dolacuain entspringt im Grenzgebiet zwischen den Sucos Lifau und Aiteas. Er folgt dann auch der Grenze zwischen Lifau und dem Suco Ma'abat, bis er schließlich an Timors Nordküste in die Straße von Wetar mündet.
Von Westen verbindet ein kleiner Zufluss von Ma'abat aus den Dolacuain mit dem System des Lagoa Lamessana, das aus zwei Seen und mehreren Wasserarmen besteht.

## Brücken
Eine Brücke führt die nördliche Küstenstraße, einen der wichtigsten Verkehrswege des Landes, über den Dolacuain.